# Schöneck/Vogtl.
Schöneck/Vogtl., Schöneck/Vogtland – miasto w Niemczech, w kraju związkowym Saksonia, w okręgu administracyjnym Chemnitz, w powiecie Vogtland, siedziba wspólnoty administracyjnej Schöneck/Mühlental.

## Współpraca
Miejscowości partnerskie:
- Chęciny, Polska
- Freudenstadt, Badenia-Wirtembergia
- Karlsfeld, Bawaria
- Lázně Kynžvart, Czechy
- Schöneck, Hesja